# Hagenulus marshali
Hagenulus marshali is een haft uit de familie Leptophlebiidae. De wetenschappelijke naam van de soort is voor het eerst geldig gepubliceerd in 2005 door Peters, Flowers, Hubbard, Domínguez & Savage.